# Alejandro Domingo Gómez
Alejandro Domingo Gómez (Maracena, Granada, 22 de noviembre de 2001) conocido deportivamente como Neskes, es un futbolista español que juega de centrocampista en la Club Deportivo Teruel de la Primera Federación.

## Trayectoria
Natural de Granada, es un centrocampista formado en las categorías inferiores de la Unión Deportiva Maracena y en 2015, ingresa en la estructura del Granada Club de Fútbol para formar parte de los equipos cadete y juvenil. En la temporada 2019-20, jugó en EL División de Honor Juvenil del Granada.
El 7 de septiembre de 2020, firma por el Fútbol Club Cartagena "B" de la Tercera División de España.
En la temporada 2020-21, Neskes se quedaría a las puertas del ascenso a la Segunda División RFEF con el filial del Cartagena, tras no vencer los encuentros frente al Atlético Pulpileño y Mar Menor Fútbol Club.
El 16 de agosto de 2021, hace su debut con el primer equipo del Fútbol Club Cartagena en la Segunda División de España, en un encuentro frente a la Unión Deportiva Almería que acabaría con derrota por tres goles a uno.
El 9 de septiembre de 2021, el jugador renueva por tres temporadas con el club cartageninense.
El 28 de enero de 2023, firma por el Unionistas de Salamanca de la Primera Federación, cedido por el Cartagena hasta el final de la temporada.
El 22 de agosto de 2023, firma por la Unión Deportiva Ibiza de la Primera Federación.

## Clubes
| Club                | País   | Año       |
| ------------------- | ------ | --------- |
| F. C. Cartagena "B" | España | 2020-2023 |
| F. C. Cartagena     | España | 2021-2023 |
| Unionistas          | España | 2023      |
| U. D. Ibiza         | España | 2023-2024 |
| C. D. Teruel        | España | 2024-Act. |